# Варненская и Великопреславская епархия
Ва́рненская и Великопресла́вская епархия (болг. Варненска и Великопреславска епархия) — епархия Болгарской Православной Церкви на территории Варненская области и Тырговиштского округа Разградской области; кафедральный город — Варна, архиерейские наместничества находятся в городах — Шумен, Провадия, Добрич и Тырговище.

## История
Известно о проповеди апостола Андрея Первозванного в этих землях. Он же поставил епископом в Одисс (нынешняя Варна) своего ученика Амплия. Упоминания местной кафедре сохранились от III — начала IV века. В конце VI-начале VII века она имела статус автокефальной архиепископии, затем вошла в состав Константинопольского Патриархата. В VII веке Одисс был сожжён и опустошён аварами. На его месте последствие возникло болгарское поселение под названием Варна.
Церковная организация была возрождена в IX—X веках с обращением в православие болгар. Область входила в состав Болгарской Церкви и наследовавшей ей Охридской Архиепископии. В начале XIII века, после завоеваний царя Калояна, эти земли вошли в состав Преславской епархии Тырновского Патриархата. После восстановления здесь власти Восточно-Римской империи Варна вернулась в подчинение Константинопольской Церкви. Имена Варненских митрополитов известны с начала XIV века. К 1871 году в епархию входили Варненский, Балчикский, Мангалийский, Добричский и Провадийский округа, а также 3 монастыря на побережье (Димитриевский, Константиновский и Тузлата близ Балчика).
После провозглашения самостоятельного Болгарского экзархата, Первый болгарский церковно-народный собор в 1871 году постановил присоединить Варненскую епархию к Преславской. Первоначально кафедра этой объединённой епархии находилась в Шумене, но в конце 1878 года митрополит Симеон перенёс кафедру в Варну и стал титуловаться Варненским. Параллельно с Варненской епархией в составе вновь провозглашённой Болгарской Церкви, до 1920-х годов существовала одноимённая кафедра Константинопольского Патриархата, клирики которой окормляли преимущественно греческую диаспору.
В связи с разграничением Болгарии и Восточной Румелии по Берлинскому конгрессу в 1878 году, ряд территорий был передан Румынии и вошёл в Румынскую Церковь.
Во время долгого епископства владыки Симеона в Варненской епархии Болгарской Церкви по инициативе митрополита было учреждено несколько училищ, духовных школ и народных гимназий. Активно велось храмостроительство — около половины из церквей существовавших в епархии в начале XXI века было построено в то время. При следующем митрополите Иосифе были продолжены начинания в оказании социальной помощи населению через православные братства, трудами владыки их число выросло с 10 до 27. Открылось много бесплатных столовых для детей при храмах. При владыке Кирилле развернулась деятельная работа по возвращению Церкви ранее конфискованной государством церковной собственности и восстановлению епархии после коммунистического периода.

## Епископы
- Апостол Амплий (I в.)

в составе Константинопольского патриархата
- Мефодий (упом. 1325)
- Маркелл (упом. 1327)
- Мефодий (упом. ок. 1347)
- Алексий (1373—1380)
- Гавриил (упом. 1469)
- Каллист (упом. 1483 — упом. 1484)
- Гавриил (упом. 1565)
- Партений (упом. 1568)
- Акакий (1572—1594)
- Феоклит (июнь 1601—1605)
- Матфей (12 января 1605—1606)
- Мелетий (15 марта 1606 — ?)
- Митрофан (упом. 1622)
- Порфирий (упом. 1624)
- Парфений (упом. июнь 1624—1635)
- Мелетий (7 апреля 1635—1637)
- Агафангел (апрель 1637 — ?)
- Мелетий (? — 1639) вторично
- Парфений (декабрь 1639 — ?)
- Мелетий (ум. 1649)
- Анфим (11 августа 1649—1655)
- Даниил I (май 1655—1657)
- Даниил II (июль 1657—1658)
- Никодим (20 июня 1658—1662)
- Митрофан (11 июня 1662—1674)
- Макарий (15 августа 1674 — ?)
- Григорий (упом. ок. 1698)
- Кирил (упом. 1712)
- Каллиник (упом. 1713 — упом. 1723)
- Афанасий (упом. 1726—1727)
- Иоаким (упом. июль 1742—1754)
- Каллиник (сентябрь 1754—1761)
- Неофит (8 октября 1761—1783)
- Филофей (сентябрь 1783—1797)
- Григорий I (февраль — апрель 1797)
- Григорий II (апрель 1797—1800)
- Паисий (сентябрь 1800—1806)
- Григорий (октябрь 1806—1817)
- Захария (июнь 1817 — кон. 1820)
- Филофей (январь 1821—1830)
- Каллиник (Калудзос) (август 1830—1835) в/у до 02.09.1834 года, митр. Месемврийский
- Иосиф (февраль 1835—1846)
- Аверкий (октябрь 1846—1847)
- Порфирий (5 марта 1847—1864)
- Иоаким (Деведзис) (10 декабря 1864 — 9 января 1874)
- Каллиник (Евтихидис) (12 января 1874 — 7 марта 1875)
- Кирилл (Димитриадис) (22 марта 1875 — 27 ноября 1882)
- Каллиник (Палеокрасас) (27 ноября 1882 — 13 октябри 1887)
- Гавриил (Ятрудакис) (15 октября 1887 — 1889)
- Григорий (Дракопулос) (10 октября 1889 — 5 февраля 1891)
- Александр (Ригопулос) (5 февраля — 1 августа 1891)
- Поликарп (Константинидис) (1 августа 1891—1906)
- Неофит (Кодзаманидис) (27 апреля 1906—1911)
- Иоанн (Дьякумакис) (15 февраля 1911 — 10 июня 1913)
- Никодим (Андреу) (18 июня 1913 — 24 мая 1924)

в составе Болгарской Церкви
- Симеон (Попов) (21 августа 1872 — 23 октября 1937)
- Иосиф (Илиев) (26 декабря 1937 — 8 ноября 1988)
- Кирилл (Ковачев) (19 февраля 1989 — 9 июля 2013)
- Калиник (Александров) (10 — 18 июля 2013) в/у, митр. Врачанский
- Амвросий (Парашкевов) (18 июля — 22 декабря 2013), в/у, митр. Доростольский
- Иоанн (Иванов) (с 22 декабря 2013)

## Монастыри
- Монастырь святого Афанасия (село Оброчиште, община Балчик)
- Аладжайский монастырь святой Троицы (недейсвующий; Варна)
- Патлейнский монастырь святого Пантелеимона (местность Патлейна, город Велики-Преслав)
- Монастырь святых апостолов Петра и Павла (село Златар, Шуменская область)
- Монастырь святых Константина и Елены (Варна)
- Монастырь святых Кирилла и Мефодия (Велики-Преслав)
- Монастырь святого Иоанна Рыльского (село Черни-Врых, Шуменская область)
- Монастырь святой Марины (село Ботево, Варненская область)
- Монастырь святого пророка Илии (село Александрия, Добричская область)
- Монастырь Рождества Пресвятой Богородицы (местность Сотира, Варна)
- Монастырь святой Великомученицы Екатерины (село Болгарево, община Каварна)